# Pojarkovia
Pojarkovia là một chi thực vật có hoa trong họ Cúc (Asteraceae).

## Loài
Chi Pojarkovia gồm các loài: